# Lee-Enfield

## Descriere
Pușca Lee-Enfield are un șurub cu glisare longitudinală, este un model universal de tip scurtat. Pușca are cinci caneluri pe butoi, cursă stângă, pas 240 mm. Șurubul este construit în funcție de tipul de pușcă Li-Metford: blocarea se efectuează nu în față, ci în mijlocul șurubului prin două proiecții de luptă; mânerul este coborât în jos. Cocoșul a intrat în luptă când a închis obturatorul. Siguranța are forma unei pârghii rotative, montată în stânga receptorului. Depozitați plug-in-ul (detașabil) pentru zece runde (sistem Lee). În partea dreaptă a receptorului împotriva ferestrei există o închidere a revistei, care servește la blocarea cartușelor în magazie pentru a trage, încărcând câte un cartuș. Stocul este format din două părți separate: acțiunea și devizul. Gâtul are un fund în formă de pistol fără deget. În partea din spate există trei prize: una servește pentru accesorii mici și două pentru ușurință. Stocul este conectat la receptor cu un șurub longitudinal. Placa cu fund este realizată din alamă. Fără ramrod. Padul receptorului este format din trei părți. Slider pentru centura patru. Un orificiu de evacuare a gazului este situat la stânga receptorului și un orificiu de evacuare a gazului la dreapta